# Polydactylus
Genre
Polydactylus est un genre de poissons de la famille des Polynemidae.

## Liste des espèces
Selon World Register of Marine Species (13 avril 2021) :
- Polydactylus approximans (Lay & Bennett, 1839)
- Polydactylus bifurcus Motomura, Kimura & Iwatsuki, 2001
- Polydactylus longipes Motomura, Okamoto & Iwatsuki, 2001
- Polydactylus luparensis Lim, Motomura & Gambang, 2010
- Polydactylus macrochir (Günther, 1867)
- Polydactylus macrophthalmus (Bleeker, 1858)
- Polydactylus malagasyensis Motomura & Iwatsuki, 2001
- Polydactylus microstomus (Bleeker, 1851)
- Polydactylus mullani (Hora, 1926)
- Polydactylus multiradiatus (Günther, 1860)
- Polydactylus nigripinnis Munro, 1964
- Polydactylus octonemus (Girard, 1858)
- Polydactylus oligodon (Günther, 1860)
- Polydactylus opercularis (Gill, 1863)
- Polydactylus persicus Motomura & Iwatsuki, 2001
- Polydactylus plebeius (Broussonet, 1782)
- Polydactylus quadrifilis (Cuvier, 1829)
- Polydactylus sexfilis (Valenciennes, 1831)
- Polydactylus sextarius (Bloch & Schneider, 1801)
- Polydactylus siamensis Motomura, Iwatsuki & Yoshino, 2001
- Polydactylus virginicus (Linnaeus, 1758)

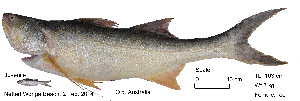
Polydactylus macrochir
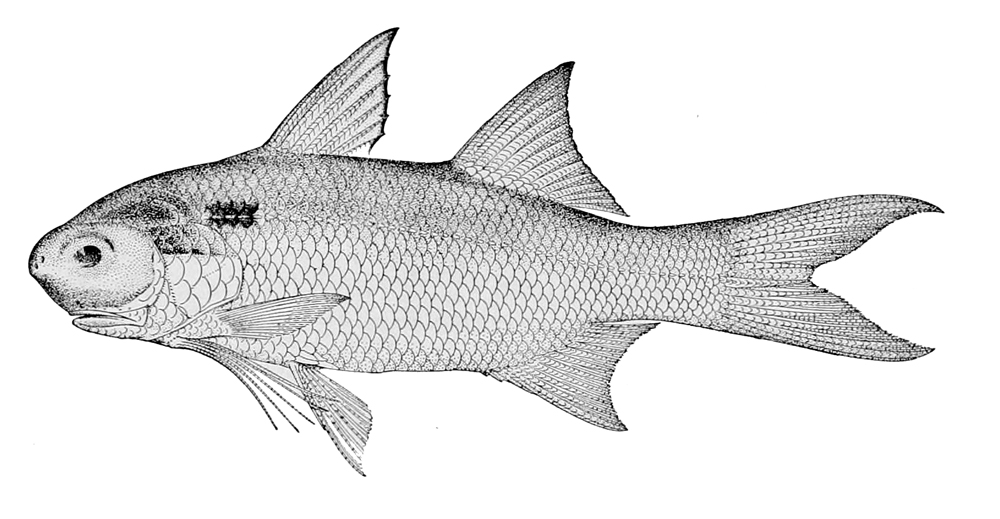
Polydactylus microstomus
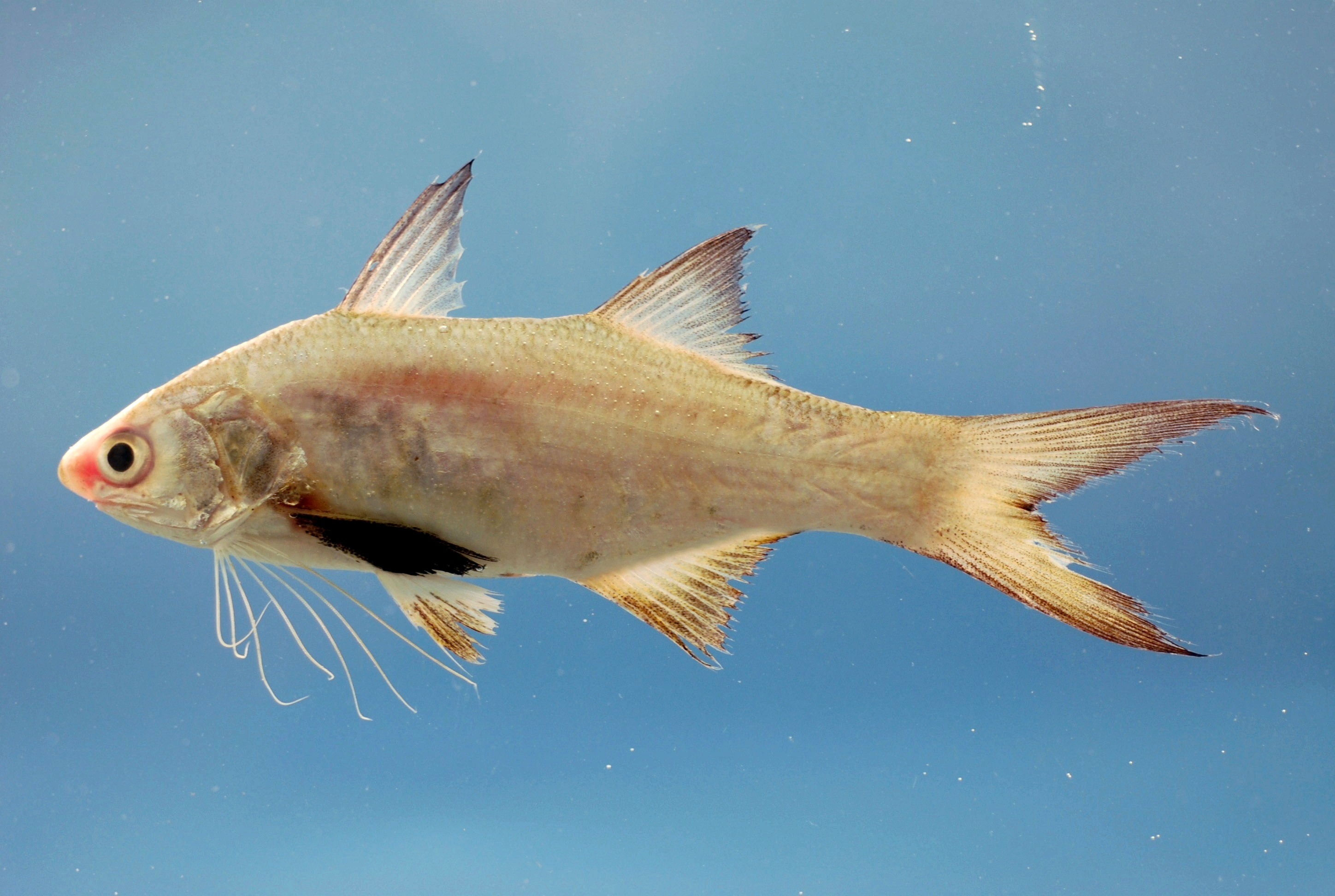
Polydactylus octonemus
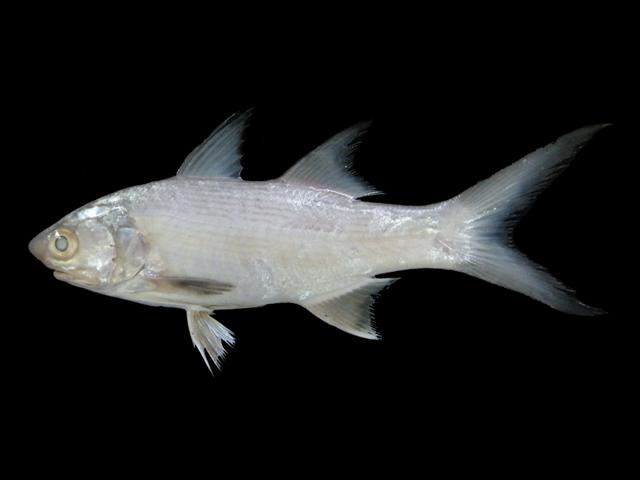
Polydactylus plebeius
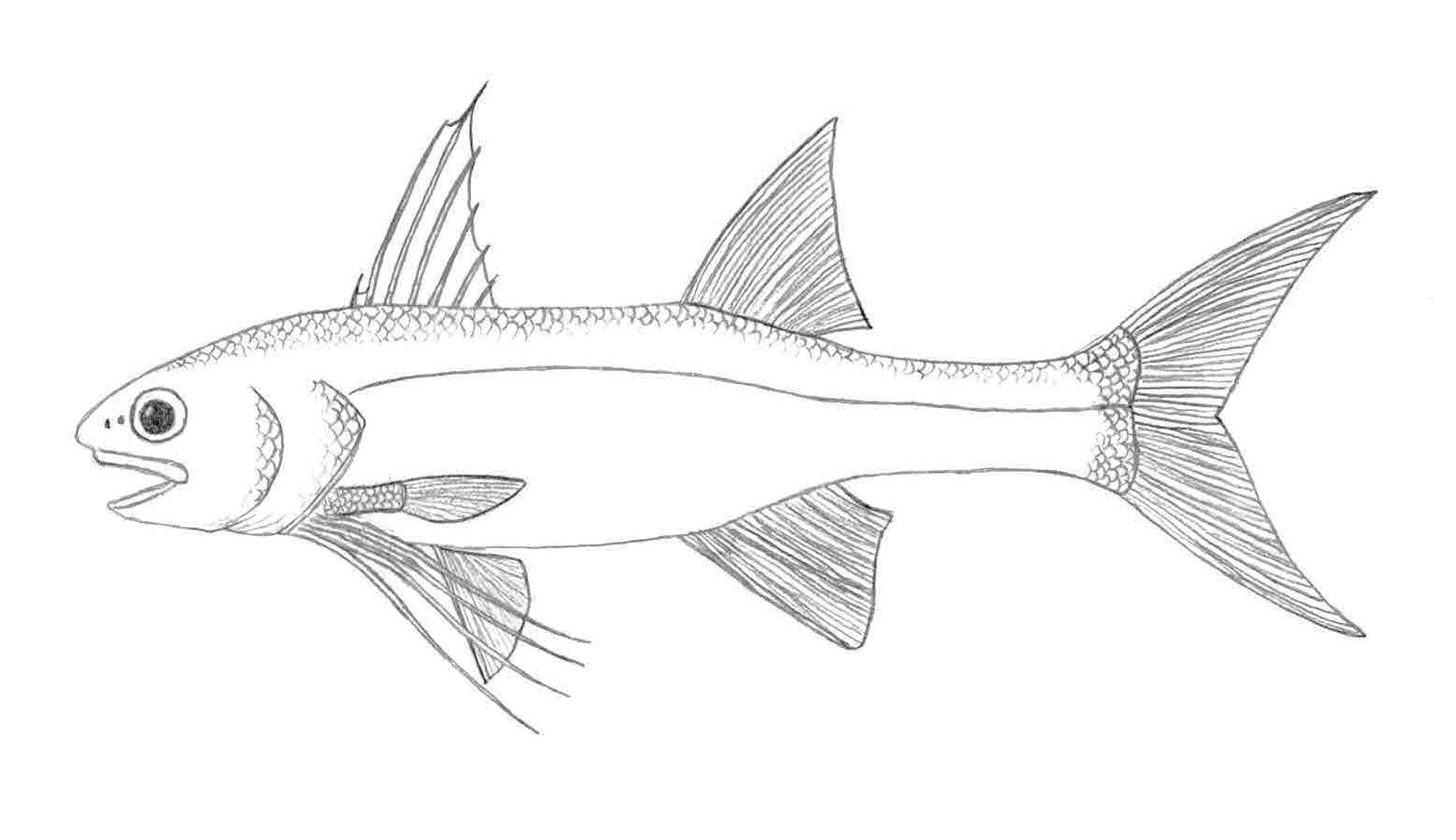
Polydactylus quadrifilis
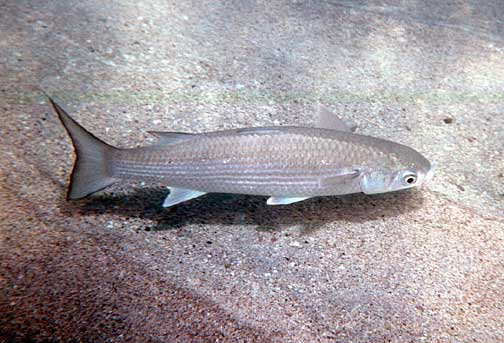
Polydactylus sexfilis
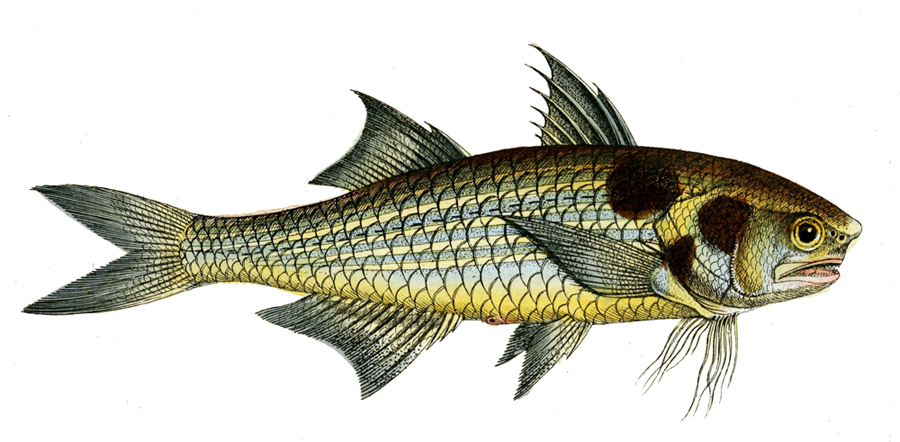
Polydactylus sextarius
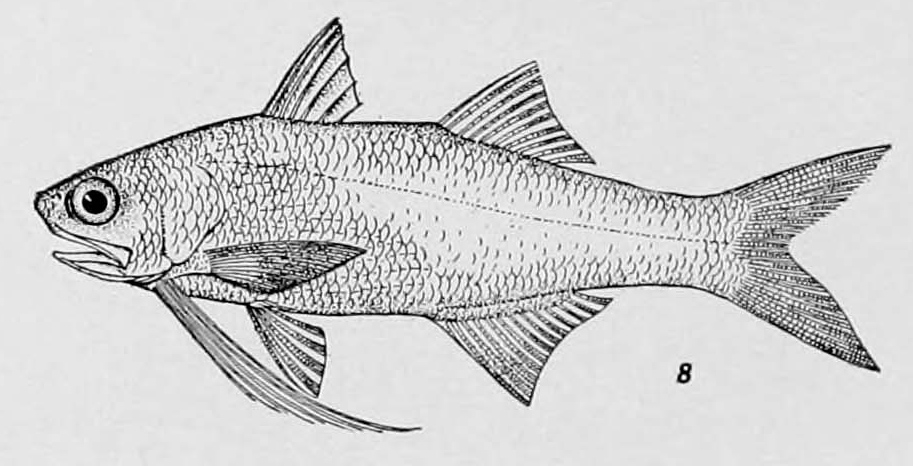
Polydactylus virginicus